# Блейк, Элисон
Элисон Мэри Блейк (англ. Alison Mary Blake) — британский дипломат, в настоящее время являющаяся губернатором Фолклендских островов и комиссаром Южной Георгии и Южных Сандвичевых Островов. Ранее она занимала должности верховного комиссара в Бангладеш и посла в Афганистане.

## Карьера
Блейк устроилась в Форин-офис в 1995 году, работала в делегации Великобритании при НАТО в Брюсселе в 1996–1999 годах; заместителем главы Восточно-Адриатического департамента в Форин-офисе в 1999–2001 годах; в посольстве в Вашингтоне в 2001–2005 годах; была направлена в Кабинет министров на должность руководителя отдела внешней и развивающей политики в 2006–2007 годах; руководила Группой по конфликтам в Форин-офисе в 2007–2011 годах; заместителем верховного комиссара в Пакистане в 2011–2014 годах. Она стала верховным комиссаром в Бангладеш в январе 2016 года, где в 2017 году подверглась критике за предполагаемое лоббирование интересов British American Tobacco, которая в то время находилась в споре с правительством Бангладеш по поводу иска на сумму 170 млн фунтов стерлингов за неуплаченный налог, предъявленного правительством Бангладеш её дочерней компании BATB.
Блейк была назначена кавалером ордена Святого Михаила и Святого Георгия (CMG) в новогодних награждениях 2018 года «за заслуги перед британской внешней и оборонной политикой».
Затем в мае 2019 года она перешла на должность посла в Афганистане. Её сменил сэр Лори Бристоу в июне 2021 года.
В марте 2022 года Форин-офис объявил, что Блейк станет новым губернатором Фолклендских островов и комиссаром Южной Георгии и Южных Сандвичевых островов, сменив Найджела Филлипса в июле 2022 года. Она является первой женщиной-губернатором островов.